# Arquidiócesis de Trento
La arquidiócesis de Trento (en latín: Archidioecesis Tridentina y en italiano: Arcidiocesi di Trento) es una circunscripción eclesiástica de la Iglesia católica en Italia. Se trata de una arquidiócesis latina, sede metropolitana de la provincia eclesiástica de Trento. Desde el 10 de febrero de 2016 su arzobispo es Lauro Tisi.

## Territorio y organización

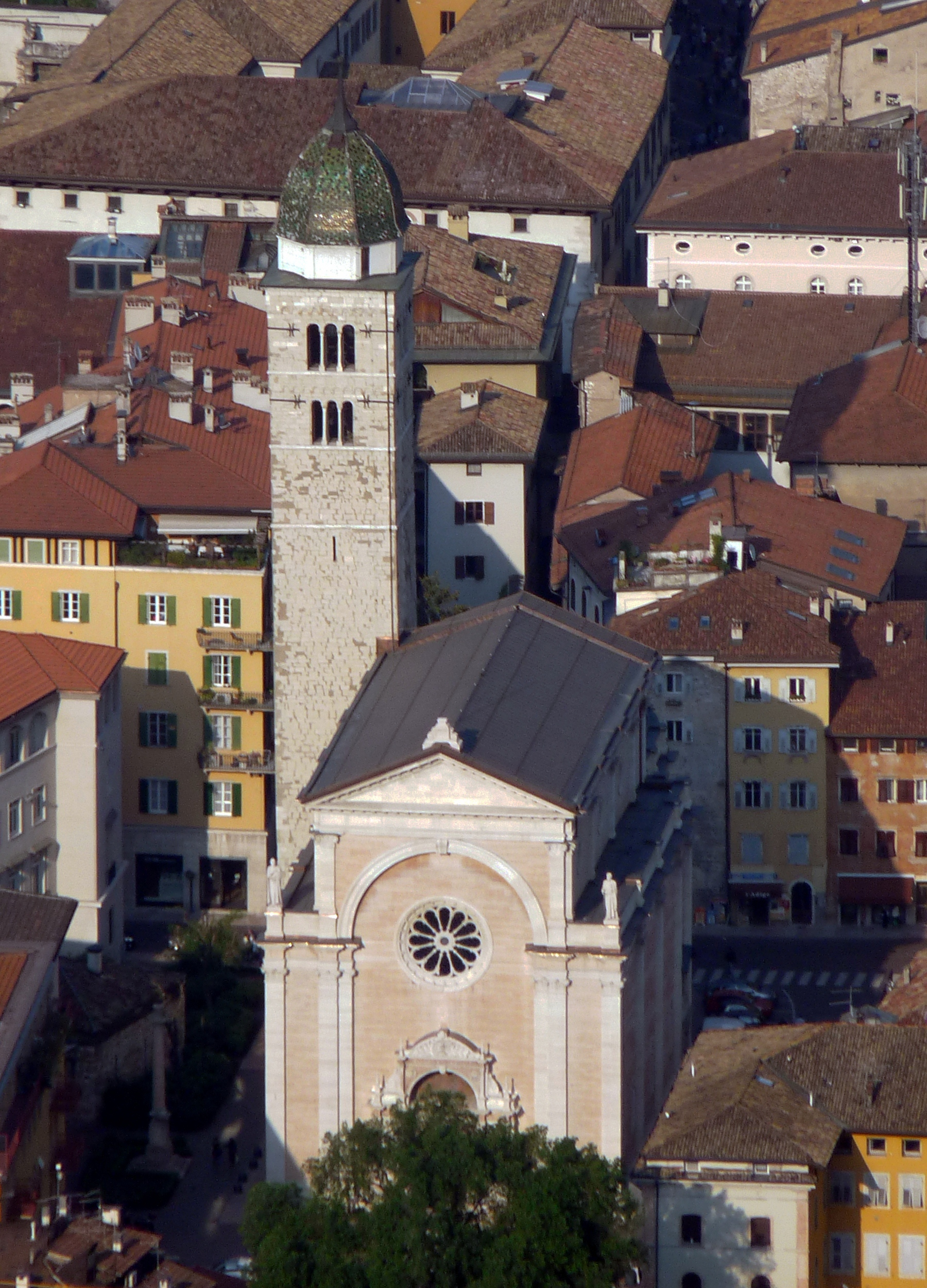
Basílica de Santa María la Mayor, en Trento

La arquidiócesis tiene 6212 km² y extiende su jurisdicción sobre los fieles católicos de rito latino residentes en la provincia autónoma de Trento de la región de Trentino-Alto Adigio, comprendida por 166 comunas. 

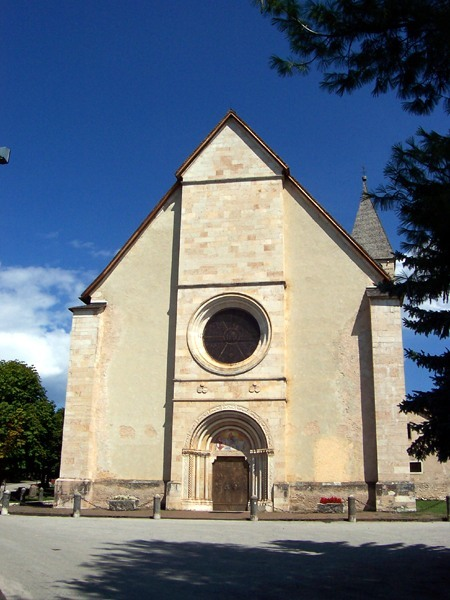
Basílica de los Santos Mártires Anaunia Sisinio, Martirio y Alejandro, en Sanzeno

La sede de la arquidiócesis se encuentra en la ciudad de Trento, en donde se halla la Catedral basílica de San Vigilio y la basílica de Santa María la Mayor. En Sanzeno se encuentra la basílica de los Santos Mártires Anaunia Sisinio, Martirio y Alejandro.

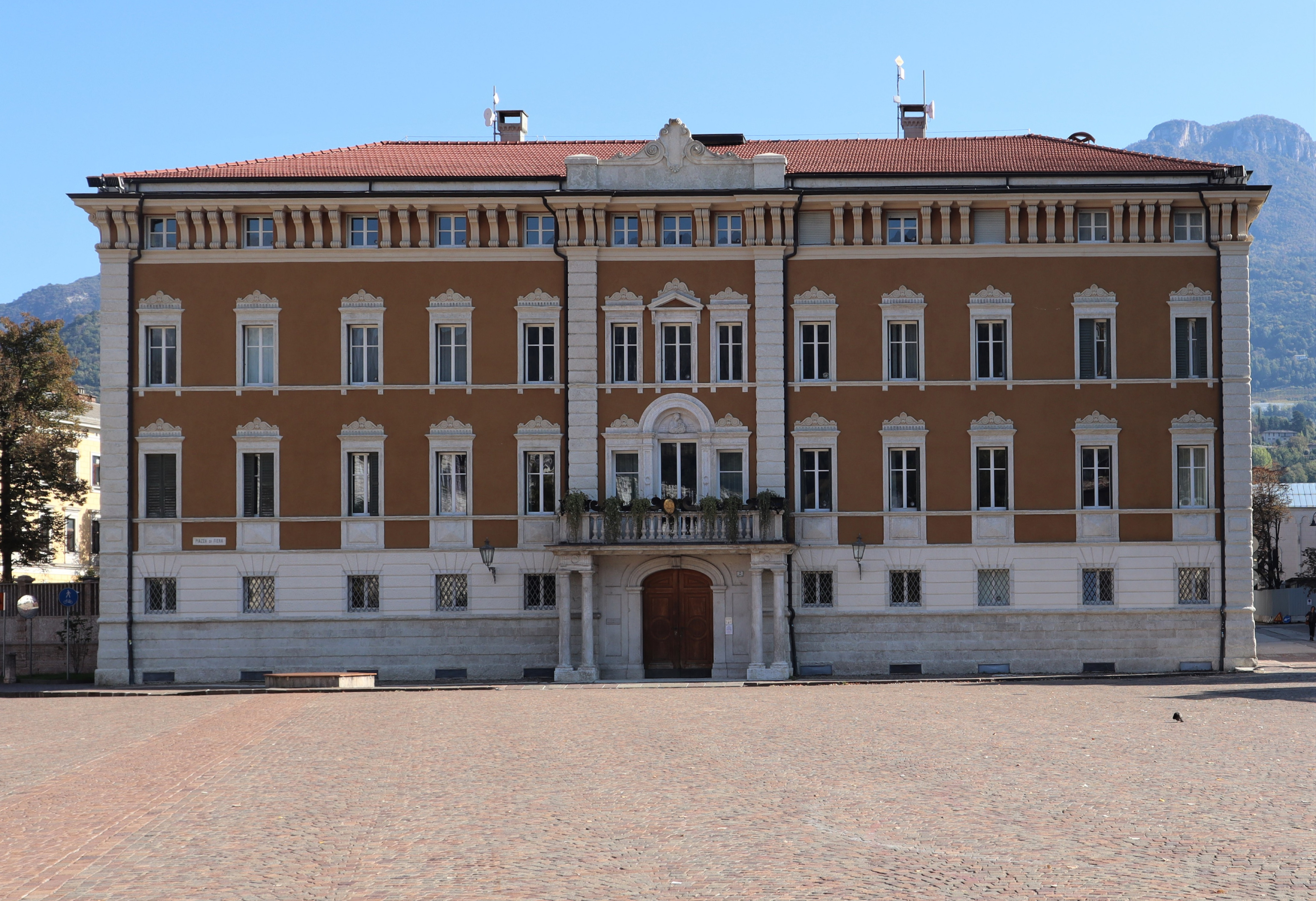
Palacio archiepiscopal en Trento

En 2022 en la arquidiócesis existían 450 parroquias agrupadas en 8 zonas pastorales.

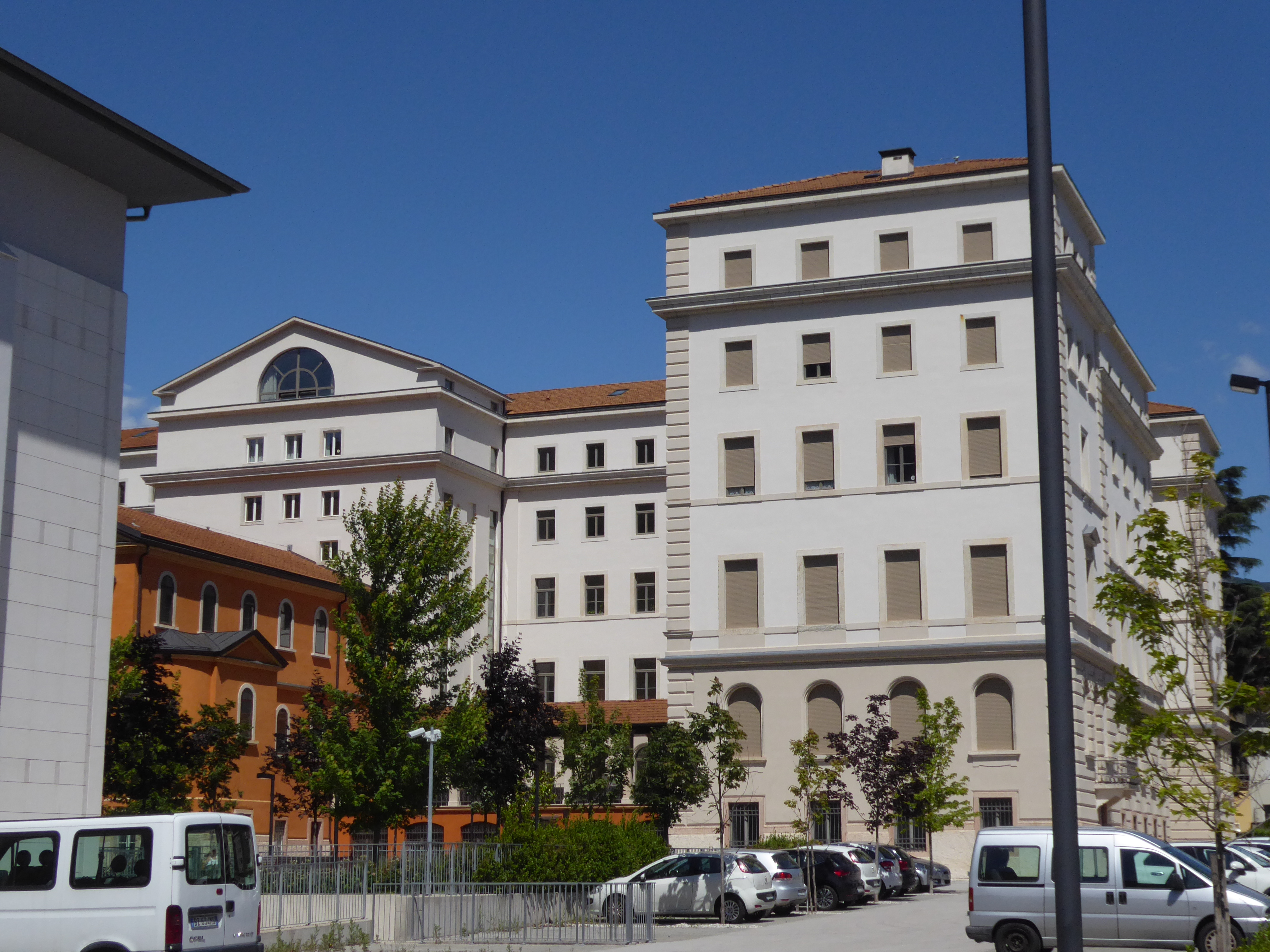
Seminario archiepiscopal en Trento

La arquidiócesis tiene como sufragánea a la diócesis de Bolzano-Bresanona.

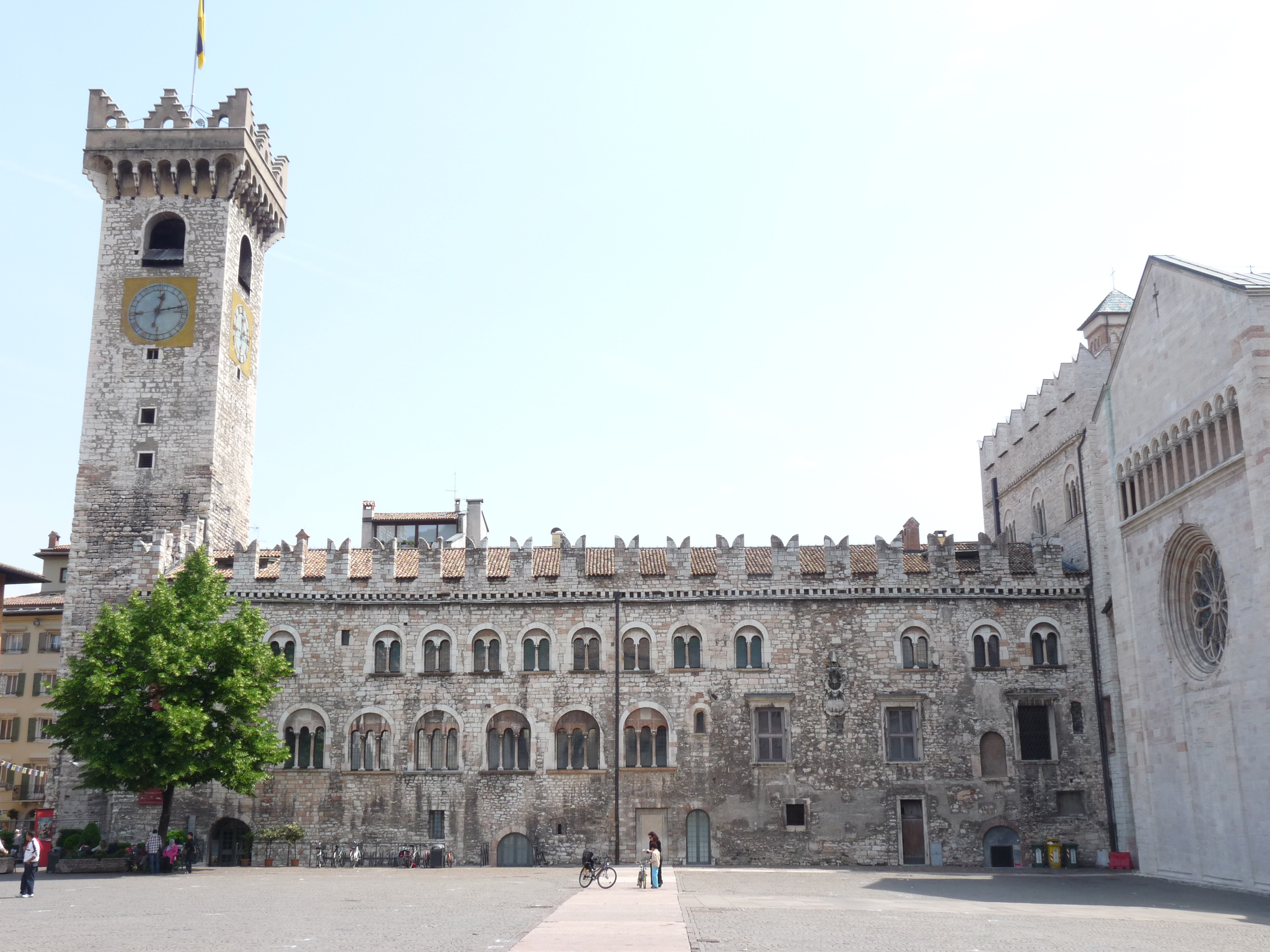
El Palacio Pretorio, sede del museo diocesano de Trento

## Historia
La diócesis de Trento fue erigida en el siglo II y la evangelización del Trentino se completó, aunque muy lentamente, en el período imperial tardío. Los nombres de los primeros obispos que se conocen son Giovino, Abbondantius, que participó en el Concilio de Aquilea en 381, y san Vigilio. Vigilio (obispo a finales del siglo IV) tuvo relaciones epistolares con los metropolitanos milaneses Ambrosio y Simpliciano, y con Juan Crisóstomo. Con Vigilio se inició un período de intensa evangelización de los diversos valles del Trentino, también a través del sacrificio de los misioneros orientales Sisinnio, Martirio y Alejandro, asesinados en Sanzeno en 397. Los mártires habían sido confiados al obispo de Trento por Ambrosio para ayudar a difundir la nueva religión en tierras que todavía eran fuertemente paganas.
En los siglos IV y siglo V la Iglesia tridentina pertenecía a la prestigiosa sede episcopal de Milán, mientras que más tarde perteneció a la metrópolis del patriarcado de Aquilea hasta 1751. Con el obispo Agnello (finales del siglo VI) la diócesis, como todas las diócesis del patriarcado de Aquilea, se unió al cisma tricapitolino, que concluyó en el siglo VII.
En época lombarda la diócesis asumió su extensión actual, pero con algunas excepciones: Valsugana y Primiero fueron territorios confiados a la diócesis de Feltre, mientras que Val di Fassa fue confiada a la de Bresanona.
Las obras de restauración de la antigua catedral extramuros de San Vigilio, que custodiaba las reliquias del santo trentino, se atribuyen al obispo Iltigario (principios del siglo IX). Al mismo tiempo se erigió el palacio episcopal y se constituyó el cabildo catedralicio. En la época carolingia se inicia la primera organización territorial de la diócesis, con la institución de las parroquias.
En 962 Trento y su territorio fueron incorporados al Sacro Imperio Romano Germánico por Otón I. A partir de este momento crece el papel político de los obispos de Trento, que fueron consagrados, quizá ya por Enrique II el 9 de abril de 1004, ciertamente por Conrado II el 31 de mayo y el 1 de junio de 1027. El emperador concedió al obispo Uldarico II poder temporal sobre el territorio de la diócesis y otros territorios externos, donde el obispo se encontraba en la situación particular de poder ejercer poderes civiles y administrativos, pero no religiosos. El príncipe-obispado formaba parte del Sacro Imperio Romano Germánico y se le concedió una autonomía que se mantuvo vigente hasta 1803. En 1796 fue abolida por Napoleón y definitivamente en 1816 tras la Europa de la Restauración austriaca.
La ciudad fue elegida como sede del Concilio de la Reforma que tuvo lugar en tres ocasiones diferentes entre 1545 y 1563. El siglo XVI representó el período de mayor esplendor para la Iglesia tridentina, liderada por grandes personalidades como Bernardo Clesio y Cristoforo Madruzzo.
El Tratado de Lunéville de 1801 estableció la secularización de los estados eclesiásticos, marcando el fin del principado episcopal que fue definitivamente secularizado por Napoleón en 1803. Entre 1803 y 1810 la zona formó parte del Reino de Baviera. En 1810 Napoleón decidió anexarlo al efímero Reino de Italia. En 1815, con la Restauración, el territorio pasó a formar parte del Imperio austríaco, en el condado del Tirol.
La diócesis se amplió en 1786 con la anexión de Valsugana y Primiero, partes de los dominios de la Casa de Austria pero espiritualmente sujetas hasta entonces a la diócesis de Feltre, y de Val di Fassa después de haber cedido Bagolino a la diócesis de Brescia en 1785. En 1818 obtuvo también Merano y Val Passiria (tomadas de la diócesis de Coira).
Tras la supresión del patriarcado de Aquilea en 1751, Trento pasó a formar parte, por un breve tiempo, de la provincia eclesiástica de la arquidiócesis de Gorizia y posteriormente pasó a ser una diócesis inmediatamente sujeta a la Santa Sede. De 1825 a 1920 fue sufragánea de Salzburgo. El 24 de febrero de 1920 volvió a estar inmediatamente bajo la jurisdicción de la Santa Sede mediante decreto de la Congregación Consistorial Sedes episcopalis.
El 14 de junio de 1929 fue elevada a sede arzobispal con la constitución apostólica Inter ceteras del papa Pío XI.
El 6 de julio de 1964, mediante la constitución apostólica Quo aptius del papa Pablo VI, las partes del Tirol del Sur de la arquidiócesis de Trento —la llamada Deutscher Anteil (parte alemana)— fueron agregadas a la diócesis de Bresanona, que tomó el nombre de diócesis de Bolzano-Bresanona. Al mismo tiempo, los límites de la sede de Trento se hicieron coincidir con la provincia civil: así, Trento cedió las comunas de Magasa y Turano a la diócesis de Brescia, y las comunas de Velo d'Astico y Pedemonte a la diócesis de Vicenza. El obispo auxiliar de Trento, Heinrich Fohrer, pasó a ser obispo auxiliar de Bolzano-Bresanona. Los seminaristas y profesores del Tirol del Sur procedentes de Trento se trasladaron a Bresanona. El 6 de agosto la sede arzobispal de Trento se convirtió en sede metropolitana mediante la constitución apostólica Tridentinae Ecclesiae del mismo Pablo VI.

## Estadísticas
Según el Anuario Pontificio 2023 la arquidiócesis tenía a fines de 2022 un total de 488 960 fieles bautizados.
| Año                                                                             | Población            | Población | Población      | Sacerdotes | Sacerdotes    | Sacerdotes    | Bautizados por sacerdote | Diáconos permanentes | Religiosos | Religiosos | Parroquias |
| Año                                                                             | Bautizados católicos | Total     | % de católicos | Total      | Clero secular | Clero regular | Bautizados por sacerdote | Diáconos permanentes | Varones    | Mujeres    | Parroquias |
| ------------------------------------------------------------------------------- | -------------------- | --------- | -------------- | ---------- | ------------- | ------------- | ------------------------ | -------------------- | ---------- | ---------- | ---------- |
| 1950                                                                            | 613 500              | 615 000   | 99.8           | 1717       | 1149          | 568           | 357                      |                      | 834        | 2168       | 426        |
| 1970                                                                            | 425 471              | 425 782   | 99.9           | 1193       | 794           | 399           | 356                      |                      | 494        | 1922       | 448        |
| 1980                                                                            | 442 452              | 442 873   | 99.9           | 1056       | 696           | 360           | 418                      |                      | 495        | 1693       | 458        |
| 1990                                                                            | 440 000              | 445 165   | 98.8           | 940        | 629           | 311           | 468                      | 8                    | 427        | 1061       | 456        |
| 1999                                                                            | 461 000              | 464 398   | 99.3           | 841        | 552           | 289           | 548                      | 17                   | 400        | 864        | 456        |
| 2000                                                                            | 469 000              | 473 000   | 99.2           | 818        | 541           | 277           | 573                      | 19                   | 377        | 854        | 456        |
| 2001                                                                            | 468 800              | 470 946   | 99.5           | 804        | 522           | 282           | 583                      | 19                   | 374        | 759        | 456        |
| 2002                                                                            | 469 600              | 472 816   | 99.3           | 770        | 495           | 275           | 609                      | 20                   | 364        | 744        | 456        |
| 2003                                                                            | 469 840              | 473 151   | 99.3           | 753        | 484           | 269           | 623                      | 18                   | 355        | 756        | 454        |
| 2004                                                                            | 470 513              | 477 017   | 98.6           | 757        | 474           | 283           | 621                      | 19                   | 344        | 691        | 454        |
| 2005                                                                            | 471 200              | 481 500   | 97.8           | 756        | 470           | 286           | 623                      | 20                   | 359        | 629        | 454        |
| 2010                                                                            | 481 232              | 505 527   | 95.2           | 667        | 402           | 265           | 721                      | 28                   | 319        | 553        | 452        |
| 2014                                                                            | 486 000              | 530 308   | 91.6           | 587        | 356           | 231           | 827                      | 28                   | 268        | 458        | 452        |
| 2017                                                                            | 487 800              | 538 223   | 90.6           | 539        | 332           | 207           | 905                      | 27                   | 233        | 370        | 452        |
| 2020                                                                            | 488 000              | 541 098   | 90.2           | 496        | 303           | 193           | 983                      | 24                   | 224        | 350        | 452        |
| 2022                                                                            | 488 960              | 542 166   | 90.2           | 440        | 267           | 173           | 1111                     | 26                   | 204        | 374        | 450        |
| Fuente: Catholic-Hierarchy, que a su vez toma los datos del Anuario Pontificio. |                      |           |                |            |               |               |                          |                      |            |            |            |

## Episcopologio

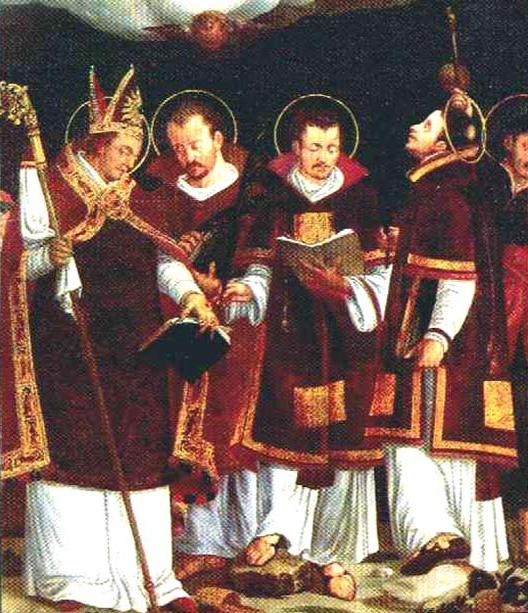
San Vigilio, tercer obispo de Trento (387-400) con los mártires Sisinnio, Martirio y Alessandro en un cuadro de Paolo Naurizio (1583)

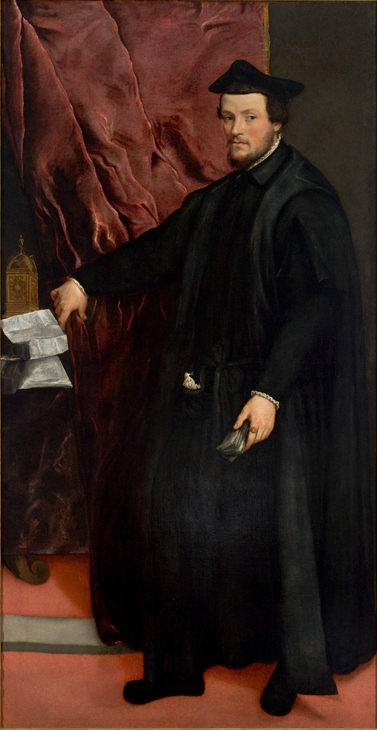
Cristoforo Madruzzo, príncipe obispo de 1539 a 1567

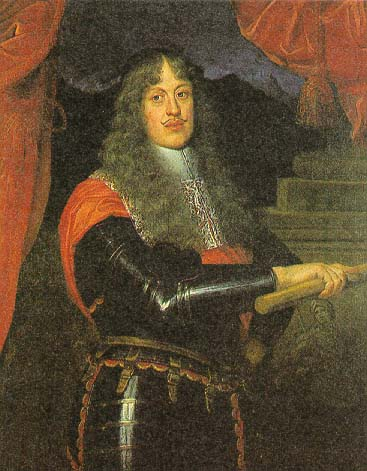
Sigismondo Francesco d'Austria, obispo de 1659 a 1665

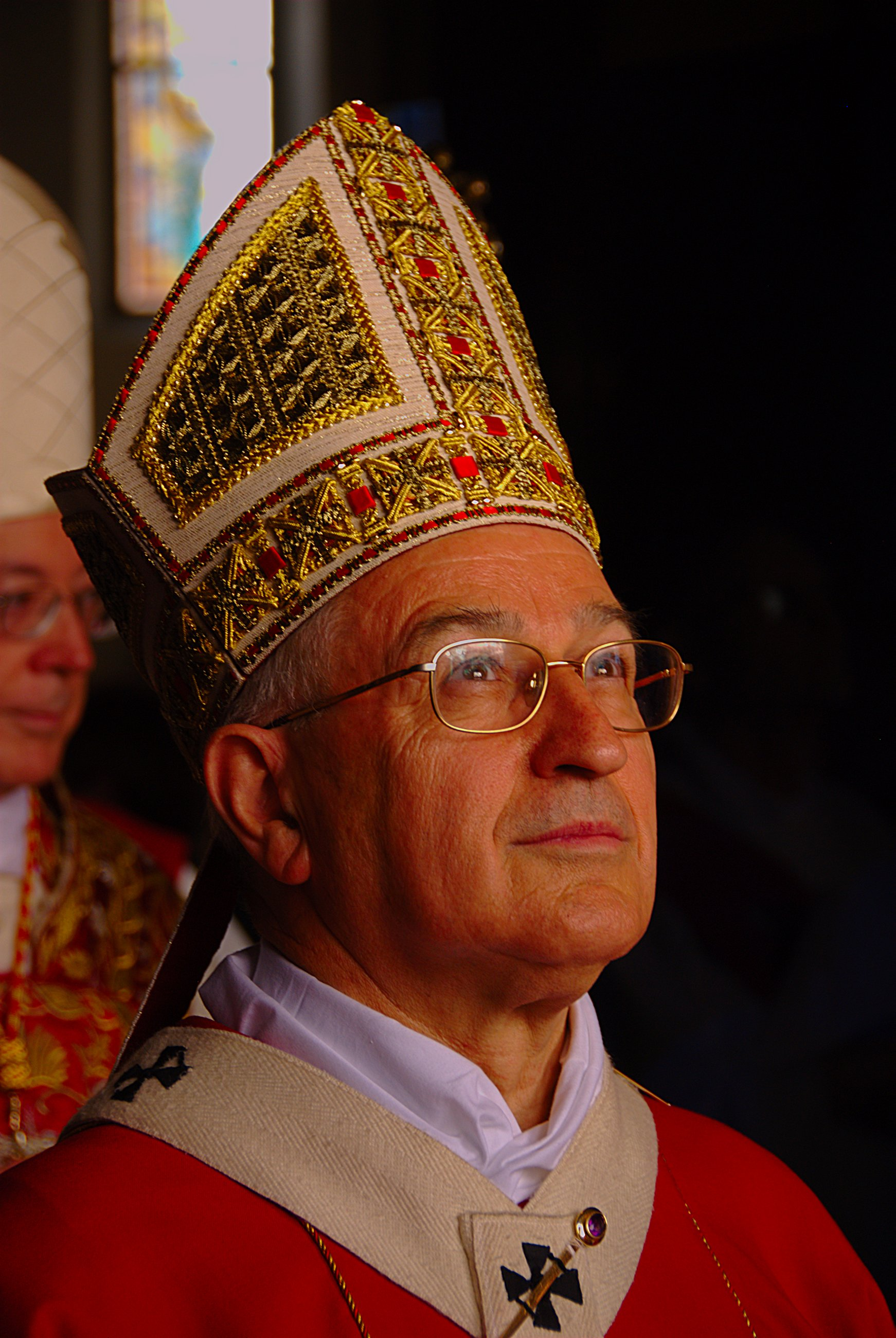
Luigi Bressan, arzobispo de 1999 a 2016

El siguiente catálogo episcopal, hasta el obispo Uldarico II († 1055), está contenido en un misal compuesto en la época del propio Uldarico. Por su antigüedad y la autoridad del artefacto que lo contiene, se considera auténtico.
- Giovino †
- Abbondanzio † (mencionado en 381[8])
- San Vigilio † (circa 385-26 de junio circa 400 falleció)
- Claudiano †
- Magurio †
- Aspidio †
- Sambazio †
- Valentino †
- Geniale †
- Fedele †
- Valerio †
- Quarto †
- Magoriano †
- Adeodato I †
- Probo †
- Montano †
- Ciriaco †
- Asterio †
- Eugippio †[nota 2]
- Quartino †
- Peregrino †
- Gratismo †
- Adeodato II †
- Agnello[9] † (577-después de 591)
- Verecondo †
- Manasse †
- Vitale I †
- Stablisiano †
- Domenico †
- Rustico †
- Romano †
- Vitale II †
- Corenziano †
- Sisedizio †
- Giovanni I †
- Massimino †
- Mammone †
- Mariano †
- Dominatore †
- Orso †
- Clemenziano †
- Amatore † (?-802)
- Iltigario (o Volderico) † (802-814)
- Daniele † (814-827)
- Eimperto † (827-845)
- Odescalco † (mencionado en 857)[10]
- Adalgiso † (mencionado en 881)[10]
- Frideberto †
- Gisolfo †
- Bertoldo †
- Giacomo †
- Corrado I †
- Giovanni II †[nota 3]
- Bernardo I † (antes de 927-14 de noviembre de 932 falleció)[10]
- Manasse d'Arles † (934-948)[11]
- Lantramno †[nota 4]
- Arnoldo di Pavía † (antes de 967-después de 972)[12][13]
- Rainoardo † (antes de 992-después de 995)[14][15]
- Uldarico di Flavon † (antes de 1007-1022)[14][16]
- Udalrico II † (1022-25 de febrero de 1055 falleció)
- Azzo † (1055-14 de octubre de 1065 falleció)
  - Sede vacante (1065-1068)
- Enrico I † (1068-después del 15 de noviembre de 1082 falleció)
- Bernardo II (Pervaldo) † (1082-1084)
- Adalberone † (1084-1106)
- Gebardo † (antes del 21 de octubre de 1106-1120 falleció)
- Adelpreto I † (1120-1124)
- Altemanno † (antes de agosto de 1124-27 de marzo de 1149 falleció)
- Arnoldo II † (1149-2 de febrero de 1154 falleció)
- Eberardo † (1154-18 de junio de 1156 falleció)
- Beato Adelpreto II † (17 de septiembre de 1156-8 de marzo de 1177 falleció)
- Salomone † (antes del 1 de agosto de 1177-30 de diciembre de 1183 falleció)
- Alberto Madruzzo † (antes del 15 de marzo de 1184-20 de noviembre de 1188 falleció)
- Corrado di Beseno † (6 de diciembre de 1188-10 de marzo de 1205 renunció)
- Federico Vanga † (9 de agosto de 1207-6 de noviembre de 1218 falleció)
- Adelpreto di Ravenstein † (noviembre de 1219-después del 27 de diciembre de 1223 falleció)
- Gerardo Oscasali † (1224-noviembre de 1232 falleció)
- Aldrighetto di Castelcampo † (noviembre de 1232-1247 falleció)
- Egnone di Appiano † (8 de noviembre de 1250-25 de marzo de 1273 falleció)
- Enrico II, O.T. † (29 de septiembre de 1274-1289 falleció)
- Filippo Bonacolsi, O.F.M. † (31 de julio de 1289-8 de diciembre de 1303 nombrado obispo de Mantua)
- Bartolomeo II Querini † (10 de enero de 1304-23 de abril de 1307 falleció)
- Enrico di Metz † (23 de mayo de 1310-9 de octubre de 1336 falleció)
- Nicolò Alreim da Brno[17] † (3 de julio de 1338-1347 falleció)
  - Gerardo da Manhauc † (12 de diciembre de 1347-1348 falleció) (obispo electo)
- Giovanni di Pistoya † (27 de octubre de 1348-23 de octubre de 1349 nombrado obispo de Spoleto)
- Mainardo di Neuhaus † (4 de noviembre de 1349-1360 renunció)
- Alberto di Ortenburg † (31 de agosto de 1360-9 de septiembre de 1390 falleció)
- Giorgio di Liechtenstein † (7 de noviembre de 1390-20 de agosto de 1419 falleció)
  - Giovanni da Isny † (1419) (obispo electo)
  - Armando de Cilli † (1421) (obispo electo)
  - Ernesto Auer † (1422) (obispo electo)
  - Enrico Flechtel † (2 de marzo de 1422-1423) (obispo electo)
- Alessandro di Masovia † (20 de octubre de 1423-2 de junio de 1444 falleció)
- Benedetto da Trento † (12 de octubre de 1444-1446 renunció)
- Giorgio Hack † (16 de octubre de 1446-23 de agosto de 1465 falleció)
- Giovanni Hinderbach † (12 de mayo de 1466-21 de septiembre de 1486 falleció)
- Udalrico Frundsberg † (11 de julio de 1488-10 de agosto de 1493 falleció)
- Udalrico di Liechtenstein † (20 de agosto de 1493-16 de septiembre de 1505 falleció)
- Giorgio Neideck † (25 de septiembre de 1505-5 de junio de 1514 falleció)
- Bernardo Cles † (25 de septiembre de 1514-30 de julio de 1539 falleció)
- Cristoforo Madruzzo † (5 de agosto de 1539-14 de noviembre de 1567 renunció)
- Ludovico Madruzzo † (14 de noviembre de 1567 por sucesión-2 de abril de 1600 falleció)
- Carlo Gaudenzio Madruzzo † (2 de abril de 1600 por sucesión-14 de agosto de 1629 falleció)
- Carlo Emanuele Madruzzo † (14 de agosto de 1629 por sucesión-15 de diciembre de 1658 falleció)
- Sigismondo Francesco d'Austria † (7 de febrero de 1659-28 de mayo de 1665 renunció)
- Ernesto Adalberto d'Harrach † (11 de noviembre de 1665-25 de octubre de 1667 falleció)
- Sigismondo Alfonso Thun † (9 de septiembre de 1668-2 de febrero de 1677 falleció)
- Francesco Alberti Poja † (3 de octubre de 1678-4 de febrero de 1689 falleció)
- Giuseppe Vittorio Alberti di Enno † (10 de diciembre de 1691-31 de diciembre de 1695 falleció)
- Giovanni Michele Spaur † (24 de septiembre de 1696-22 de abril de 1725 falleció)
- Giovanni Benedetto Gentilotti † (9 de septiembre de 1725-20 de septiembre de 1725 falleció)
- Antonio Domenico Wolkenstein † (8 de abril de 1726-5 de abril de 1730 falleció)
- Domenico Antonio Thun † (22 de noviembre de 1730-7 de septiembre de 1758 falleció)
  - Leopoldo Ernesto Firmian † (29 de mayo de 1748[18]-1755[nota 5])
- Francesco Felice Alberti di Enno † (7 de septiembre de 1758 por sucesión-31 de diciembre de 1762 falleció)
- Cristoforo Sizzo de Noris † (22 de agosto de 1763-13 de junio de 1776 falleció)
- Pietro Vigilio Thun † (16 de septiembre de 1776-17 de enero de 1800 falleció)
- Emanuele Maria Thun † (11 de agosto de 1800-9 de octubre de 1818 falleció)
  - Sede vacante (1818-1824)
- Francesco Saverio Luschin † (24 de mayo de 1824-23 de junio de 1834 nombrado arzobispo de Leópolis)
- Beato Giovanni Nepomuceno de Tschiderer † (19 de diciembre de 1834-3 de diciembre de 1860 falleció)
- Benedetto Riccabona de Reichenfels † (22 de marzo de 1861-31 de marzo de 1879 falleció)
- Giovanni Giacomo della Bona † (27 de febrero de 1880-17 de noviembre de 1885 falleció)
- Eugenio Carlo Valussi † (7 de junio de 1886-10 de octubre de 1903 falleció)
- Celestino Endrici † (6 de febrero de 1904-29 de octubre de 1940 falleció)
- Carlo De Ferrari, C.S.S. † (12 de abril de 1941-14 de diciembre de 1962 falleció)
- Alessandro Maria Gottardi † (12 de febrero de 1963-7 de diciembre de 1987 retirado)
- Giovanni Maria Sartori † (7 de diciembre de 1987-26 de septiembre de 1998 falleció)
- Luigi Bressan (25 de marzo de 1999-10 de febrero de 2016 retirado)
- Lauro Tisi, desde el 10 de febrero de 2016